# Василевська Валентина Іванівна
Валентина Іванівна Василевська (нар. 12 жовтня 1949, село Троїцьке, тепер Бердянського району Запорізької області) — українська радянська діячка, кетельниця Маріупольської панчішної фабрики Донецької області. Депутат Верховної Ради УРСР 9-го скликання.

## Біографія
Освіта середня.
З 1966 р. — кетельниця Ждановської (Маріупольської) панчішної фабрики Донецької області.
Потім — на пенсії у місті Маріуполі Донецької області.

## Нагороди
- ордени
- медалі